# Souprava metra 81-717/714

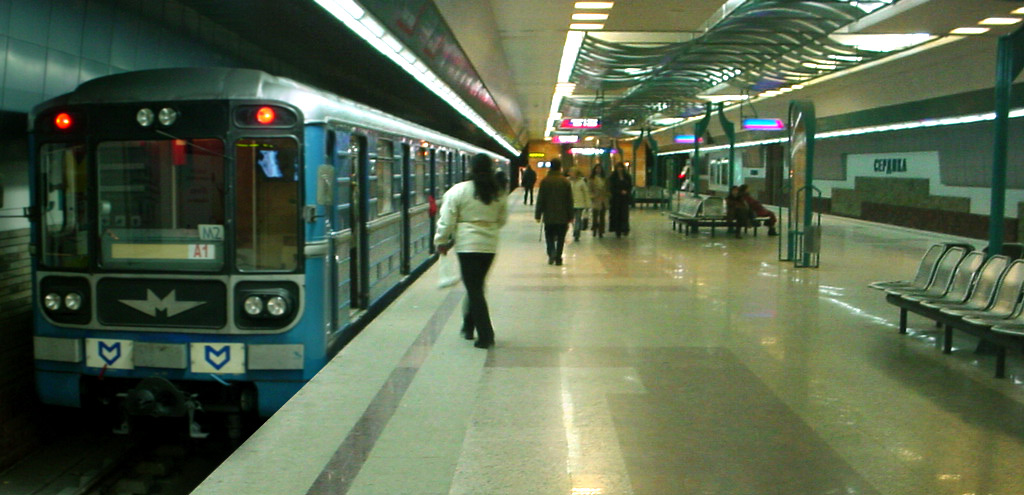
Souprava typu 81-717/714 ve stanici metra Serdika v Sofii

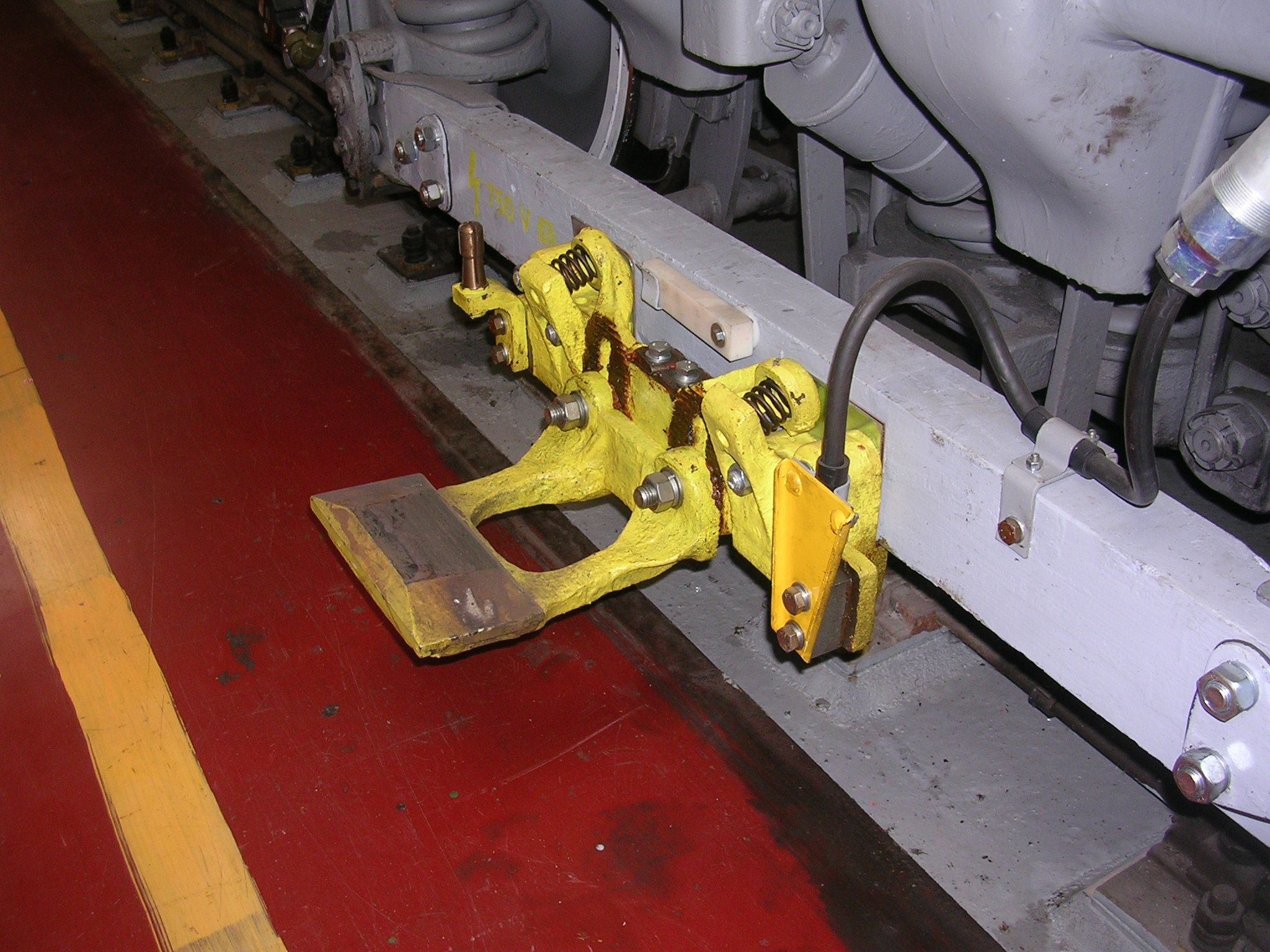
Sběrač na podvozku pražského vozu

81-717/714 (v českém prostředí obvykle označované jako 81-71) je typ sovětských souprav metra vyvinutý v Mytiščinském strojírenském závodě u Moskvy a vyráběný v Mytišči a v závodě I. J. Jegorova v Leningradu. Tento typ byl vyvinut zejména na základě požadavků pražského dopravního podniku, ale byl dodáván i do ostatních socialistických států sdružených v RVHP.
V Praze jsou tyto vozy v provozu od roku 1978, od roku 2009 ale již pouze v modernizovaném provedení 81-71M.

## Označení vozů soupravy
Soupravu tvoří dva typy vozů: řídící vůz typu 81-717 a vložený vůz typu 81-714, přičemž oba typy jsou hnací. Vozy pro moskevské metro měly označení 81-717 a 81-714, zatímco exportní verze byly doplněny dalším číslem: vozidla pro Prahu měla označení 81-717.1 a 81-714.1, pro budapešťské metro označení 81-717.2 a 81-714.2, dále 81-717.3/714.3 pro Varšavu a 81-717.4/714.4 pro Sofii. V roce 1987 byla zahájena výroba lehce vylepšených vozidel 81-717.5/714.5, které měly oproti původním například lépe řešenou pasivní protipožární ochranu v podobně efektivnější izolace elektrických vodičů a další menší úpravy. Byly vyrobeny i exportní vozy této modifikace (pro Varšavu a Sofii pouze v této novější podobě), ale do jejich číselného označení se tato změna neprojevila.
V Sovětském svazu a později Rusku byly vozy typu 81-717/714 označovány pracovníky metra a fanoušky pod přezdívkou Номерной – Nomernoj, tedy „Očíslovaný“, protože se jednalo o vůbec první vozy s továrním číselným značením oproti dříve zavedeným písmenům. Číslovka 81 je standardizovaným sovětským/ruským označením pro výrobek typu kolejového vozidla metra. První číslice 7 napovídá, že daný typ byl vyvinut v továrně v Mytišči (nyní Metrovagonmaš). Další číslice tvoří pořadové číslo typu vozidla.

## Vznik a vývoj

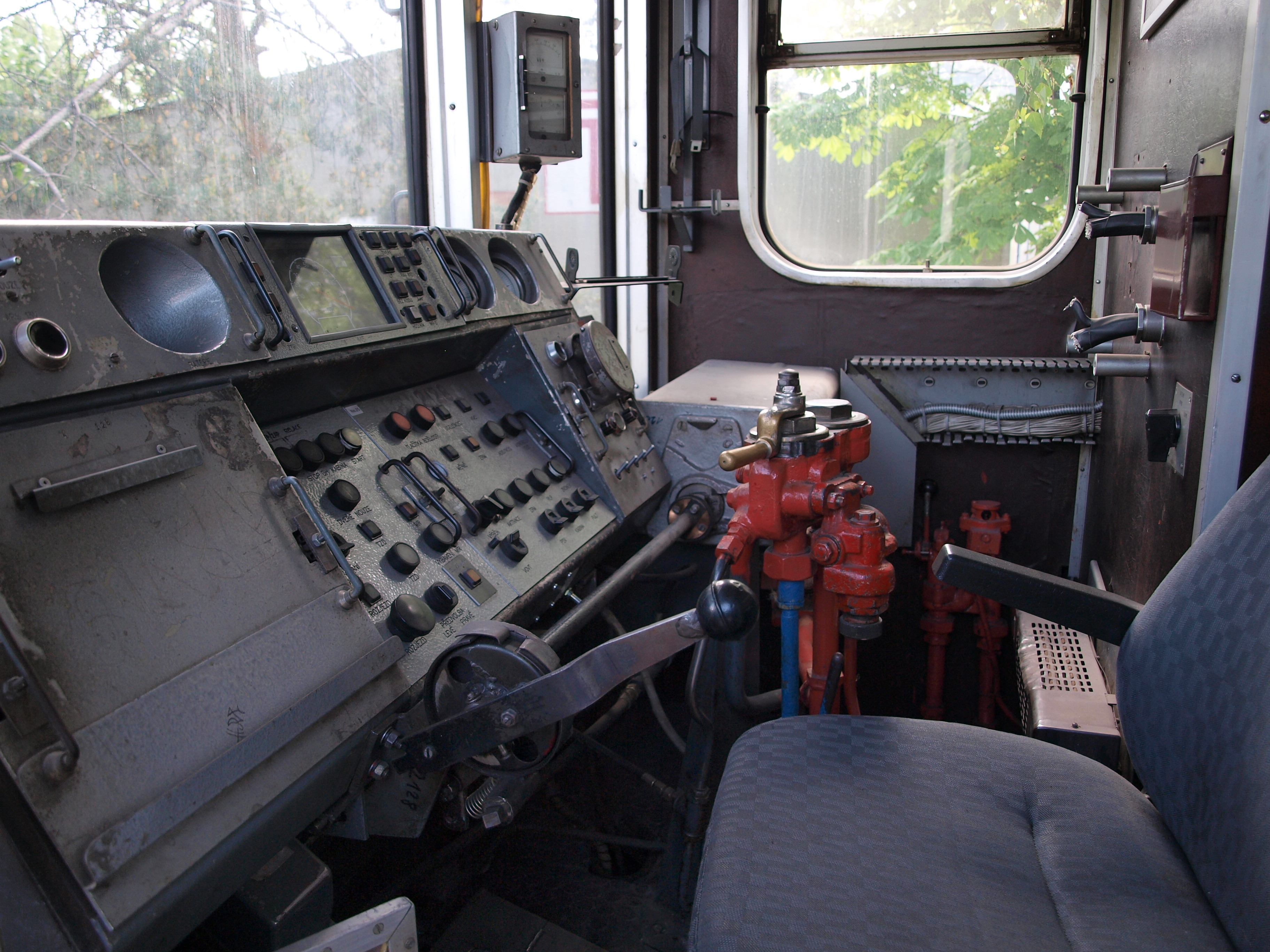
Kabina strojvedoucího vozu 81-717 v Praze

Vývoj nového typu metra pro Moskvu (a samozřejmě i další města tehdejšího východního bloku) začal roku 1976. Poprvé zde byly, na rozdíl od ostatních předešlých souprav (výjimku tvoří souprava metra I, která nebyla vyráběna sériově), rozlišeny čelní a vložené vozy. Hlavním důvodem byla jednak úspora vybavení, nutná pro řízení vlaků, jednak snaha zvýšit přepravní kapacitu jednotlivých vagónů. Vyměněno bylo elektrické zařízení, zvýšila se přepravní rychlost i cestovní komfort; stará světla nahradily výkonnější zářivky. Oproti vlakům složeným z vozů typu E se dosáhlo úspory ve spotřebě energie o 5–6 %. Technicky je možné spojit čelní a vložené vozy až do osmivozové soupravy, což je maximum, které je v Moskvě využíváno.
Experimentální souprava byla vypravena na linku Kolcevaja v Moskvě a opatřena zajímavým nátěrem; každý z vagónů měl jinou barvu (později byl vyměněn za standardní tmavomodrý u všech vozů). Nově byl strojvedoucímu k dispozici i pomocník; obsluha tedy byla dvoučlenná.
Do výroby se dostaly vlaky typu 81-717/714 v roce 1977, o rok později se objevily i v Praze. Poprvé v historii Vagonmaše nedostal nový typ soupravy písmenné označení (předchozí typy vlaků nesly písmena A, B, V, G, D, E a I). Od roku 1980 výroba těchto souprav probíhala také v leningradském závodě I. J. Jegorova.
O dalších sedm let později pak došlo k několika modifikacím, hlavně co se týče protipožární bezpečnosti; označení vozů se tak změnilo na 81-717.5 a 81-714.5. Poslední vlaky tohoto typu byly dodány do Prahy v roce 1990; v SSSR a později Rusku se však vyráběly i nadále.
Nově vyráběným soupravám se v roce 1993 zmodernizovalo jejich vybavení, hlavně co se zabezpečení a motorů týče. Místo lavic s koženkovým potahem se také objevily dělené sedačky, stále však v podélném uspořádání. Přibyly také další čtyři světlomety na přední stranu čelních vozů. Tyto nejnovější soupravy jsou již označovány jako 81-717.5М či 81-714.5М.

## Výskyt
Soupravy metra typů 81-717/714 či jejich modifikace byly dodávány do následujících měst: Moskva, Petrohrad, Kyjev, Baku, Tbilisi, Novosibirsk, Minsk, Dnipro, Samara, Charkov, Nižnij Novgorod, Jekatěrinburg, Praha (1978–1991; 204 čelních vozů 81-717.1 a 303 vložených vozů 81-714.1), Varšava, Budapešť, Sofie, Jerevan a Taškent.
V Praze byl jejich provoz zahájen v roce 1978, provoz souprav v původním provedení byl ukončen 2. července 2009. Čelní vůz č. 2374 je od roku 2010 umístěn v Muzeu městské hromadné dopravy v Praze, Dopravní podnik hl. m. Prahy si ponechal pětivozovou soupravu č. 2159+2213+2429+2637+2504 pro historické jízdy a jiné výjimečné příležitosti na trasách linek A, B a C. V letech 1996–2011 bylo 93 pětivozových souprav modernizováno na typ 81-71M, které nadále zajišťují dopravu na linkách A a B.

## Historické vozy
- DP Praha
  - čelní vůz 81-717.1 ev. č. 2374 (r. v. 1988, Muzeum MHD; vůz byl součástí poslední soupravy vypravené do pravidelného provozu[4])
  - souprava ev. č. 2159+2213+2429+2637+2504 (r. v. v daném pořadí ev. č.: 1980, 1978, 1983, 1987, 1990; provozní historická souprava 81-717.1 + 3×81-714.1 + 81-717.1)
- Království železnic, čelní vůz 81-717.1 ev. č. 2501 (r. v. 1990, ex DP Praha)
- Metro Warszawskie (Varšava), souprava ev. č. 003+401+402+403+404+004 (všechny r. v. 1989; provozní historická souprava 81-717.3 + 3×81-714.3 + 81-717.3)